# Debarq (woreda)
Pour la ville, voir Debarq.
Debarq est un des 105 woredas de la région Amhara, en Éthiopie.